# Elżbieta Zawadka
Elżbieta Lidia Zawadka, po mężu Stolarek (ur. 27 lutego 1985) – polska koszykarka, występująca na pozycji rozgrywającej.

## Życiorys
3 września 2008 została zawodniczką Lotos PKO BP Gdynia. 7 sierpnia 2009 dołączyła do Artego Bydgoszcz.
Jej ojcem jest były koszykarz i trener – Jarosław Zawadka. Trenował córkę w zespole Eureki Toruń.

## Osiągnięcia

### Drużynowe
- Mistrzyni Polski (2009)[4]
- Finalistka:
  - Pucharu Polski (2009)
  - Superpucharu Polski (2008)[5]